# Hilara curtisi
Hilara curtisi är en tvåvingeart som beskrevs av Collin 1927. Hilara curtisi ingår i släktet Hilara och familjen dansflugor. Inga underarter finns listade i Catalogue of Life.

## Bildgalleri

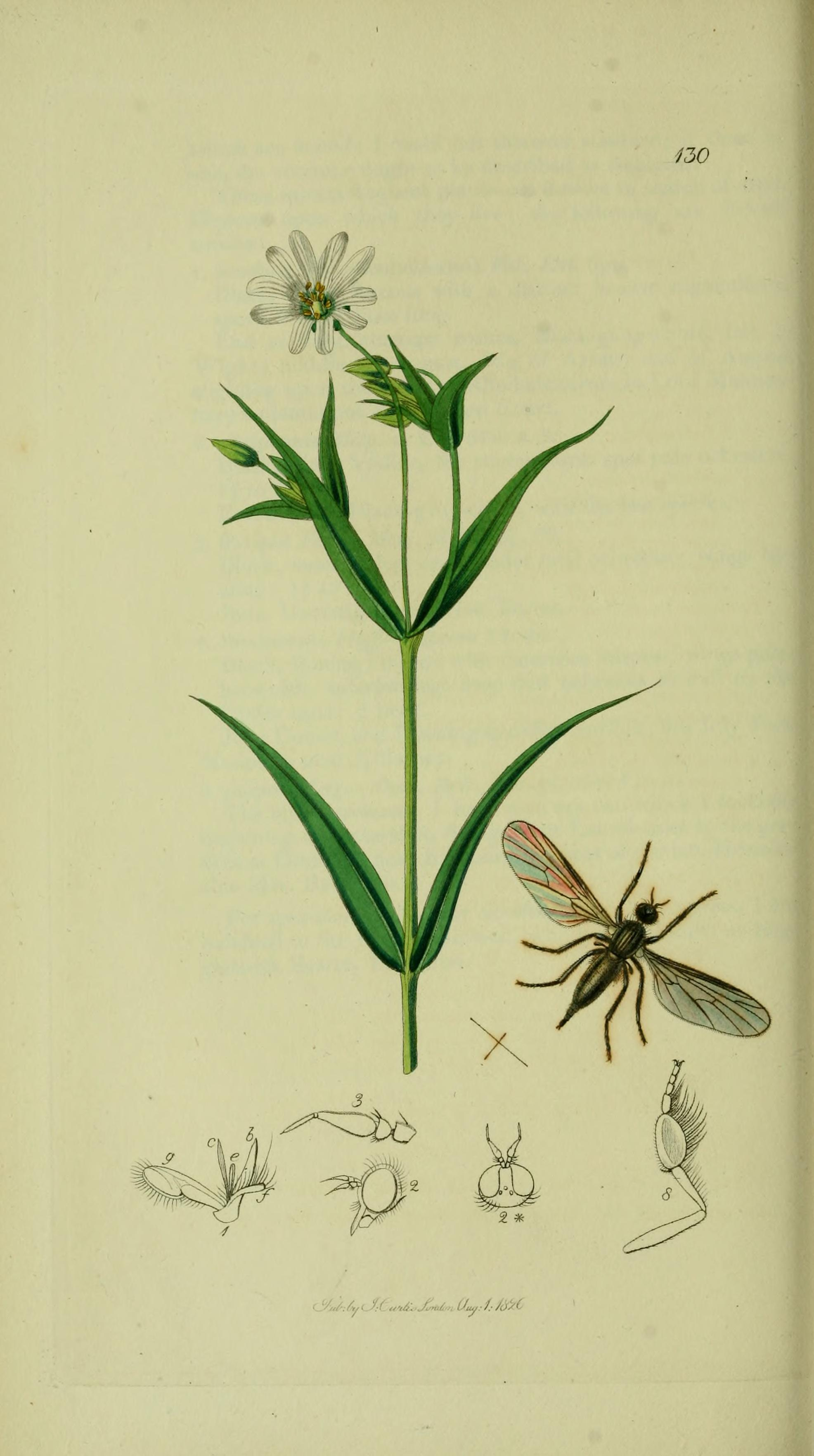